# Bolszewik (rejon ipatowski)
Bolszewik (ros. Большевик) – osiedle w Rosji, w Kraju Stawropolskim, w rejonie ipatowskim. W 2010 liczyło 1580 mieszkańców.